# McMinnville (Oregon)
McMinnville az Amerikai Egyesült Államok északnyugati részén, Oregon állam Yamhill megyéjében elhelyezkedő város, a megye székhelye. A 2020. évi népszámlálási adatok alapján 34 319 lakosa van.

## Története
A települést az 1843-ban ideérkező William T. Newby alapította. A Tennessee állambeli McMinnville-ről elnevezett helység 1876-ban kapott városi rangot, az 1886-os népszavazást követően pedig megyeszékhely lett.

## Éghajlat
A város éghajlata mediterrán (a Köppen-skála szerint Csb).
| Hónap                                             | Jan.  | Feb.  | Már.  | Ápr. | Máj. | Jún. | Júl. | Aug. | Szep. | Okt. | Nov.  | Dec.  | Év    |
| ------------------------------------------------- | ----- | ----- | ----- | ---- | ---- | ---- | ---- | ---- | ----- | ---- | ----- | ----- | ----- |
| Rekord max. hőmérséklet (°C)                      | 21,0  | 22,0  | 31,0  | 37,0 | 38,0 | 46,0 | 43,0 | 42,0 | 41,0  | 35,0 | 24,0  | 22,0  | 46,0  |
| Átlagos max. hőmérséklet (°C)                     | 8,5   | 10,6  | 13,2  | 15,8 | 20,0 | 23,2 | 28,2 | 28,4 | 25,0  | 17,8 | 11,4  | 8,1   | 17,6  |
| Átlaghőmérséklet (°C)                             | 5,2   | 6,2   | 8,0   | 10,1 | 13,4 | 16,1 | 19,6 | 19,7 | 17,0  | 11,8 | 7,4   | 4,7   | 11,6  |
| Átlagos min. hőmérséklet (°C)                     | 1,8   | 1,8   | 2,8   | 4,3  | 6,8  | 9,1  | 11,1 | 11,1 | 9,0   | 5,7  | 3,3   | 1,3   | 5,7   |
| Rekord min. hőmérséklet (°C)                      | −22,0 | −17,0 | −10,0 | −4,0 | −4,0 | −1,0 | 1,0  | −1,0 | −4,0  | −7,0 | −13,0 | −21,0 | −22,0 |
| Átl. csapadékmennyiség (mm)                       | 140   | 104   | 106   | 76   | 51   | 34   | 6    | 9    | 33    | 48   | 146   | 164   | 917   |
| Havi napsütéses órák száma                        | 75    | 118   | 201   | 241  | 283  | 298  | 349  | 317  | 251   | 174  | 89    | 75    | 2471  |
| Forrás: National Weather Service és Weather Spark |       |       |       |      |      |      |      |      |       |      |       |       |       |

## Népesség
A település népességének változása:

| 2010 | 32 187 |
| 2020 | 34 319 |

## Gazdaság
A 20. század végén a város gazdaságában fontos szerepet töltött be a Francis Michelbook telkén megnyílt Michelbrook golfklub. A területet Kelton Peery, Chuck Colvin és Willard Cushing választották az 1960-as évek végén; a százados ragaszkodott hozzá, hogy a klub az ő családnevét viselje. A lakossági ingatlanfejlesztések is a golfklubhoz kötődtek.
A Sunset Magazine McMinnville-t a legélhetőbb kisvárosok közé sorolta, és külön kiemelte „elbűvölő” építészeti stílusát.
A városban számos bank és befektetési alap működik; a First Federal Savings and Loan Associationt 2021-ben a Newsweek az ország egyik legjobb kis bankjának választotta. A hitelszövetkezetek taglétszáma egyre bővül; ilyenek például a több iskolát is támogató Oregon State Credit Union, vagy az egykori repülőgépgyártáshoz kapcsolódó Boeing Employees Credit Union, amely a helyi felsőoktatási intézmények hallgatóinak ösztöndíjat biztosít. Az OnPoint Community Credit Union a tanárokat támogatja. Az Oregon Mutual biztosító 1894-ben nyílt meg.
A McMinnville Downtown Association a helyi éttermekkel közösen egy sétány létrehozását szorgalmazta. A termelői piac május és október között működik.
A 20. század végétől egyre népszerűbb a borászat; a McMinnville-i borvidék 2005 januárjában jött létre. Több kézműves sörfőzde is működik, amelyek saját kocsmát tartanak fenn.
A város legnagyobb fémipari cége a Cascade Steel acélgyár. 2016-ban az Organic Valley megvásárolta a helyi sajtgyárat. 2021-ben az üzemben tűz ütött ki, ami miatt a gyár nyolcszáz méteres körzetét evakuálták.

## Kultúra

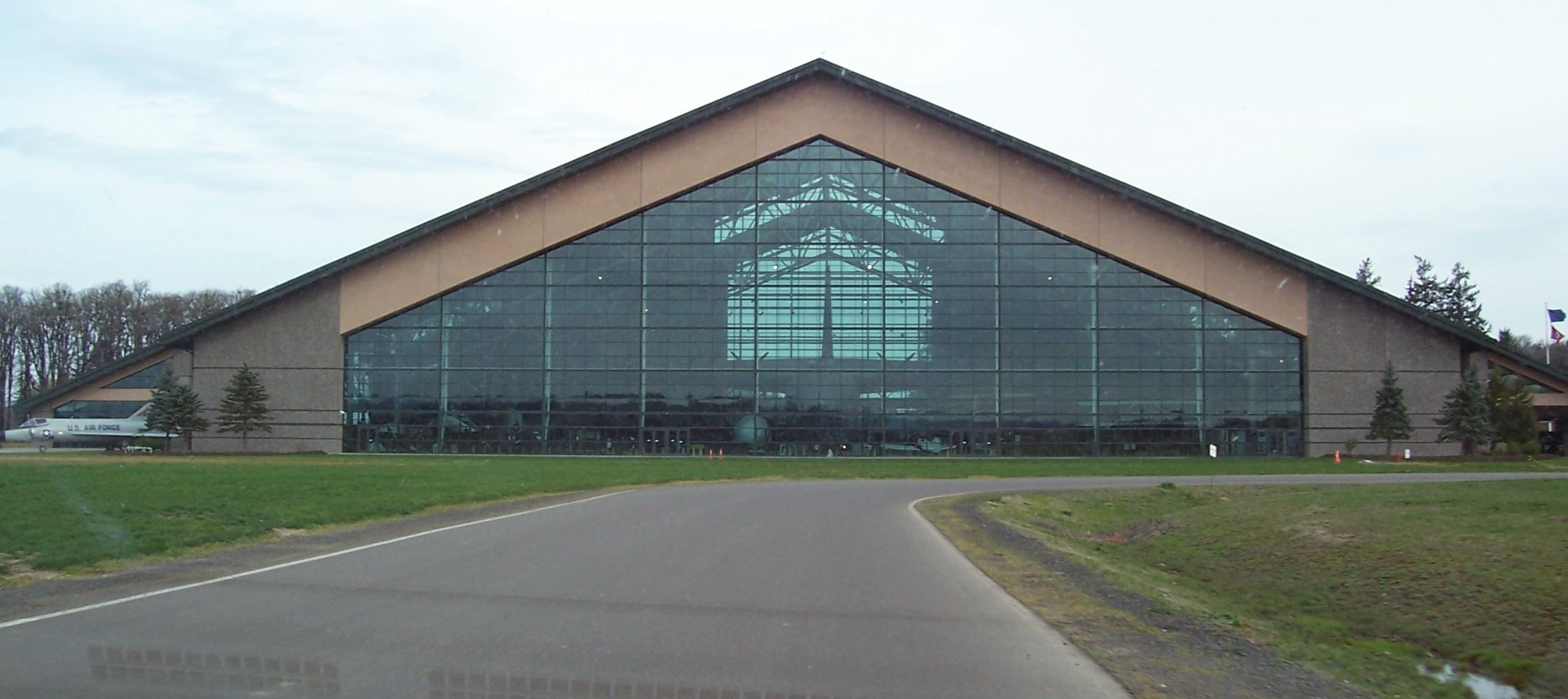
Evergreen Aviation and Space Museum

### Rendezvények
Az 1938-ban helyi pulykatenyésztők által indított Turkey Ramát az évek során „pulykabaráttá” alakították: a pulykasütést és az állatbemutatókat kiállítások váltották fel. A városban két borászati eseményt is rendeznek: az International Pinot Noir Celebrationt a Linfield Egyetemen, a Sip! McMinnville Wine & Food Classicet pedig az Evergreen Museum területén.
2018-tól a Rotary Club és a Willamette Valley Cancer Foundation a MAC Food Truck Festivalon a helyi eseményeket népszerűsíti.
2019-től a nemzetközi légi bemutatót a városi repülőtéren rendezik meg. 1988 óta a szponzorok segítségével több mint hárommillió dollár adományt gyűjtöttek a város számára.

### Múzeumok
Az Evergreen Aviation and Space Museumban van kiállítva a világ egyetlen Hughes H–4 Hercules hidroplánja. A közelben egy repülős tematikájú élményfürdő található. A létesítményben további nyolcvan repülőgépet mutatnak be, valamint egy IMAX mozi is található itt.
A Yamhill Valley Heritage Center Museumban a kovácsmesterséget, valamint a fa- és tejipart mutatják be.

## Parkok
A közösségi házban működő parkfenntartó osztály felel a város 18 parkjának üzemeltetéséért. A legnagyobb a Joe Dancer nevét viselő, közel fél négyzetkilométeres sportkomplexum. A városban több junior sportcsapat is működik.
1910-ben a város háromezer dollárnyi kötvényt adott el egy színpad és egy vadaspark létesítésének céljára. A Wortman Park erdős területén 1991-ben discgolf-pályát létesítettek.
1956 óta a parkfenntartó felel a városi uszoda üzemeltetéséért.

## Oktatás

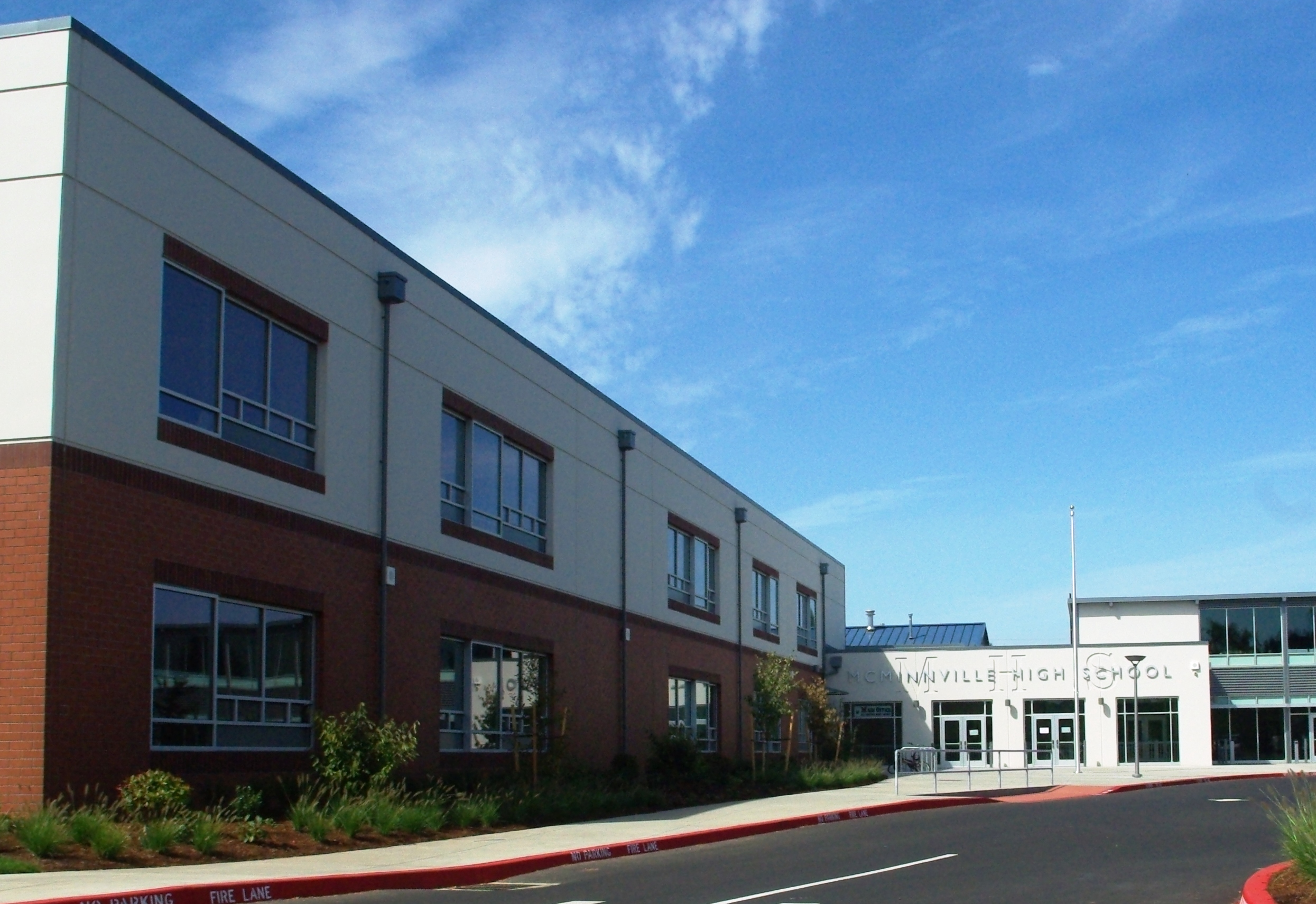
McMinnville High School

A városban van a Linfield Egyetem székhelye, emellett a Chemeketa Közösségi Főiskola is tart fenn kampuszt. A Linfield Egyetem 1858-ban jött létre McMinnville-i Baptista Főiskola néven, később pedig felvette a McMinnville Főiskola, majd a Linnfield Főiskola nevet. Az igazgatótanács 2020-as döntésével egyetemmé alakult. A kétezer hallgató 95%-a vesz igénybe szociális ösztöndíjat. A Chemeketa az 1970-es években kezdett terjeszkedni; a helyi kampusza 2011-ben szerzett akkreditációt.
A Linfield megalapítása után két évtizeddel a város új adónemet vetett ki, amelyből az első közoktatási intézmény megépítését finanszírozták. A helyi iskolák fenntartója a McMinnville-i Tankerület, amelynek hétezer diákja van. A McMinnville-i Középiskolába kétezren járnak.
A településen magániskolák (például Montessori és egyházi fenntartásúak) is működnek.

## Infrastruktúra

### Közlekedés
A város az alábbi közutakon közelíthető meg:
- Oregon Route 18
- Oregon Route 47
- Oregon Route 99W

A helyi repülőtér városi fenntartásban áll. A menetrend szerinti autóbuszokat a Yamhill County Transit Area közlekedteti.

### Közművek
Az elektromos áramot és az ivóvizet a város tulajdonában álló szolgáltató biztosítja.

### Egészségügy
A Willamette Valley Medical Center 60 ággyal van felszerelve.

## Média
A McMinnville Community Media lehetőséget biztosít helyi lakosok számára, hogy műsoraik adásba kerülhessenek. A News-Register című újság hetente kétszer, az egyetemi The Linfield Review pedig hetente jelenik meg.
A városból három rádió sugároz: a vallási tematikájú KKJC-LP, valamint a KLYC és a KSLC zenei adók.

## Sport
A Junior Baseball Organization iskolás gyerekek számára nyújt sportolási lehetőségeket. A szervezet évente általában kilenc (szintenként három) csapatot állít ki. A Westside Youth Baseball Associationnel együttműködő szerv az állami középiskolák szabálykönyvét követi. A szintén iskoláscsapatokat kiállító McMinnville Basketball Association mérkőzései évente több tízezer látogatót vonzanak.
A városban több magántulajdonú golfpálya működik.

## Ufóészlelés
Paul és Evelyn Trent farmja volt az 1950. májusi McMinnville-i ufóészlelés helyszíne. A sajtóban megjelentekkel ellentétben a telek nem McMinnville-ben, hanem Sheridanben található.

## Nevezetes személyek és csoportok
- Ad Rutschman, amerikaifutball-edző[64]
- Beverly Cleary, író[65]
- Bill Krueger, baseballjátékos, elemző[66]
- Catt család, bűnözőcsoport[67]
- Charlie Sitton, kosárlabdázó[68]
- Ehren McGhehey, színész[69]
- Elgen Long, író, pilóta[70]
- Jim Bunn, politikus[71]
- Joe Paterson, baseballjátékos[72]
- Matthew Haughey, blogger[73]
- Pat Casey, baseballedző[74]
- Raemer Schreiber, fizikus, az atombomba egyik kifejlesztője[75]
- Ross Shafer, humorista[76]
- Scott Brosius, baseballjátékos[77]
- Troy Calhoun, amerikaifutball-edző[78]
- Verne Duncan, politikus[79]
- Whitney Blake, színész[80]
- Will Vinton, rendező[81]

## Fordítás
- Ez a szócikk részben vagy egészben  a   McMinnville, Oregon című angol Wikipédia-szócikk ezen változatának fordításán alapul.  Az eredeti cikk szerkesztőit annak laptörténete sorolja fel. Ez a jelzés csupán a megfogalmazás eredetét és a szerzői jogokat jelzi, nem szolgál a cikkben szereplő információk forrásmegjelöléseként.